# InfraRecorder
InfraRecorderは Microsoft Windows 向けのオープンソースのライティングソフトウェア。Christian Kindahl が2006年の Google Summer of Code でプロジェクトを開始した。CDやDVDへの書き込みには cdrtools というフリーなライブラリを使っている。
バージョン0.46以降、GNU General Public License version 3 でリリースしており、自由ソフトウェアである。CNET（イギリス版）はInfraRecorderを商用ライティングソフトのフリーな代替品としては最高の評価をしている。

## 機能
InfraRecorder はディスクの書き換えと二層DVDをサポートしている。また、ISOイメージファイルをディスクに焼くのにも使える。また、完全なポータブルアプリケーションである。
バージョン0.40以降、多くのライティングソフトウェアと遜色ない機能を提供するようになっており、データや音楽のディスクへの書き込みができ、書き換え可能なディスクやマルチセッション・ディスクを扱え、ディスクからWAVやISOイメージファイルを取り出すことができる。MP3エンコーダLAMEを使って音楽CDトラックをセーブすることもできる。
Windowsの64ビット版でネイティブに動作するバージョンもある。しかし、そのバージョンには Ogg Vorbis デコーダやlibsndライブラリがない。これは、MinGWを64ビット版Windowsでコンパイルするのが困難なためである。